# Saxhorn

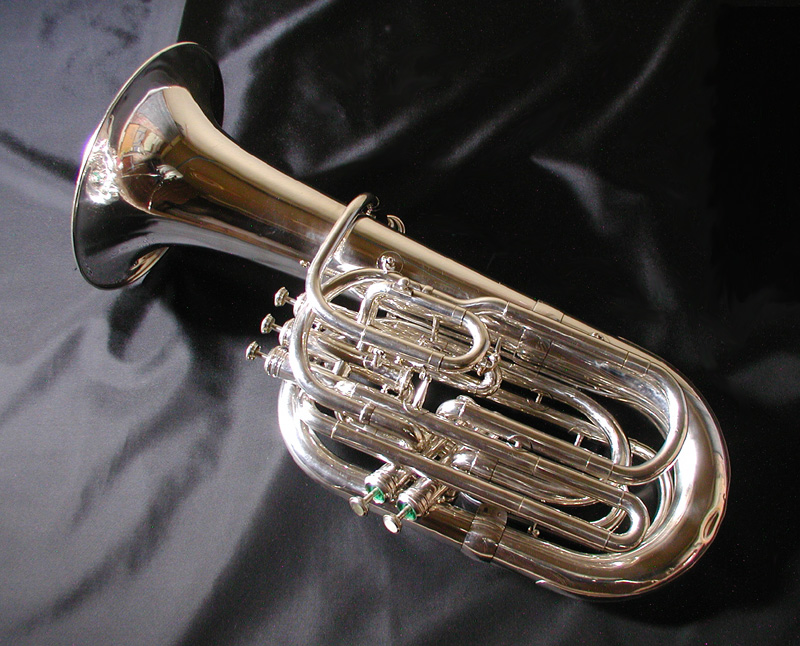
Saxhorn basse.

Les saxhorns constituent une sous-famille d'instruments de musique, de la famille des cuivres à perce conique. C'est, en quelque sorte, la déclinaison des tubas réalisée par Adolphe Sax.
L'instrumentiste jouant du saxhorn est appelé saxhorniste.

## Les membres de la famille

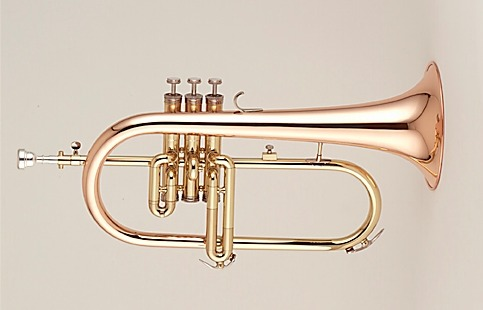
Bugle.

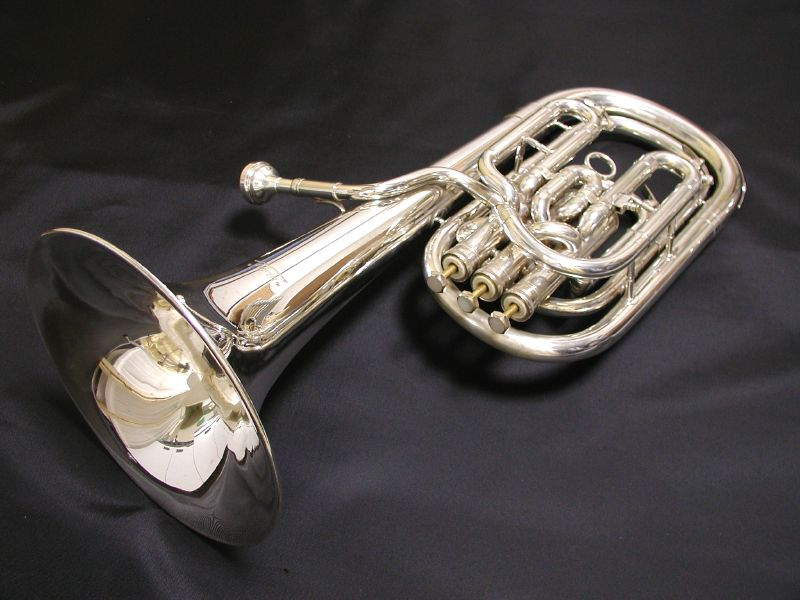
Saxhorn baryton.

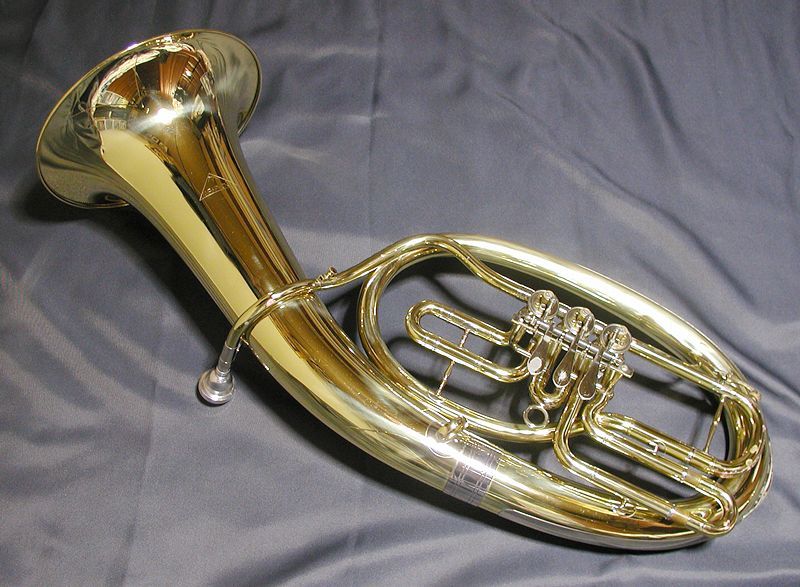
Tenorhorn

Les saxhorns forment une famille de sept instruments, dont les deux plus aigus sont appelés bugles, et les cinq autres saxhorns. Ils sont accordés en descendant, par quartes et quintes dans l'ordre suivant.
- Petit bugle ou saxhorn sopranino, en mi{\displaystyle \flat }. Son pavillon est orienté vers l'avant. Il est assez peu répandu dans les formations orchestrales classiques à cause de sa technique d'émission du son assez délicate. On le retrouve plus aisément dans des formations plus populaires telles que la banda musicale du sud de l'Italie, bien qu'il tende à se raréfier au profit du cornet soprano en mi{\displaystyle \flat }.

- Bugle ou saxhorn soprano, en si{\displaystyle \flat } — une quarte au-dessous du sopranino. Son pavillon est orienté vers l'avant . Il a la même tessiture que la trompette ou le cornet en si{\displaystyle \flat }, mais avec un son plus doux (la perce de la trompette étant majoritairement cylindrique, le son "cuivre" plus aisément qu'un bugle de perce conique). On le rencontre fréquemment dans les ensembles de cuivres (brass bands) et parfois dans les orchestres d'harmonie. C'est un instrument très apprécié en jazz.

- Saxhorn alto, en mi{\displaystyle \flat } — une quinte au-dessous du soprano et une octave au-dessous du sopranino. C'est l'instrument-type de la famille et le plus petit dont le pavillon soit orienté vers le haut. Il est assez rare dans les orchestres d'harmonie, où il joue le même rôle que le cor d'harmonie en fa, mais est très répandu dans le monde grâce à son utilisation incontournable dans les ensembles de cuivres (brass bands). En Grande-Bretagne, son appellation courante est tenor horn, tandis qu'aux États-Unis (où il est beaucoup plus rare), il est appelé alto horn. En France, on le désigne souvent par le terme argotique de « pichotte ».

- Saxhorn baryton, en si{\displaystyle \flat }, et ténor, en si{\displaystyle \flat } ou en do — une quarte au-dessous de l'alto et une octave au-dessous du bugle. Il tend à se raréfier en dehors des brass bands. Cet instrument produit le même son fondamental que le saxhorn basse, mais sa perce plus étroite lui confère un son spécifique. Doté la plupart du temps de trois pistons (plus rarement quatre), il ne permet pas de descendre chromatiquement jusqu'au son fondamental. Le ténor est proche du baryton, mais a une perce un peu plus étroite, rendant son timbre plus clair que le baryton.

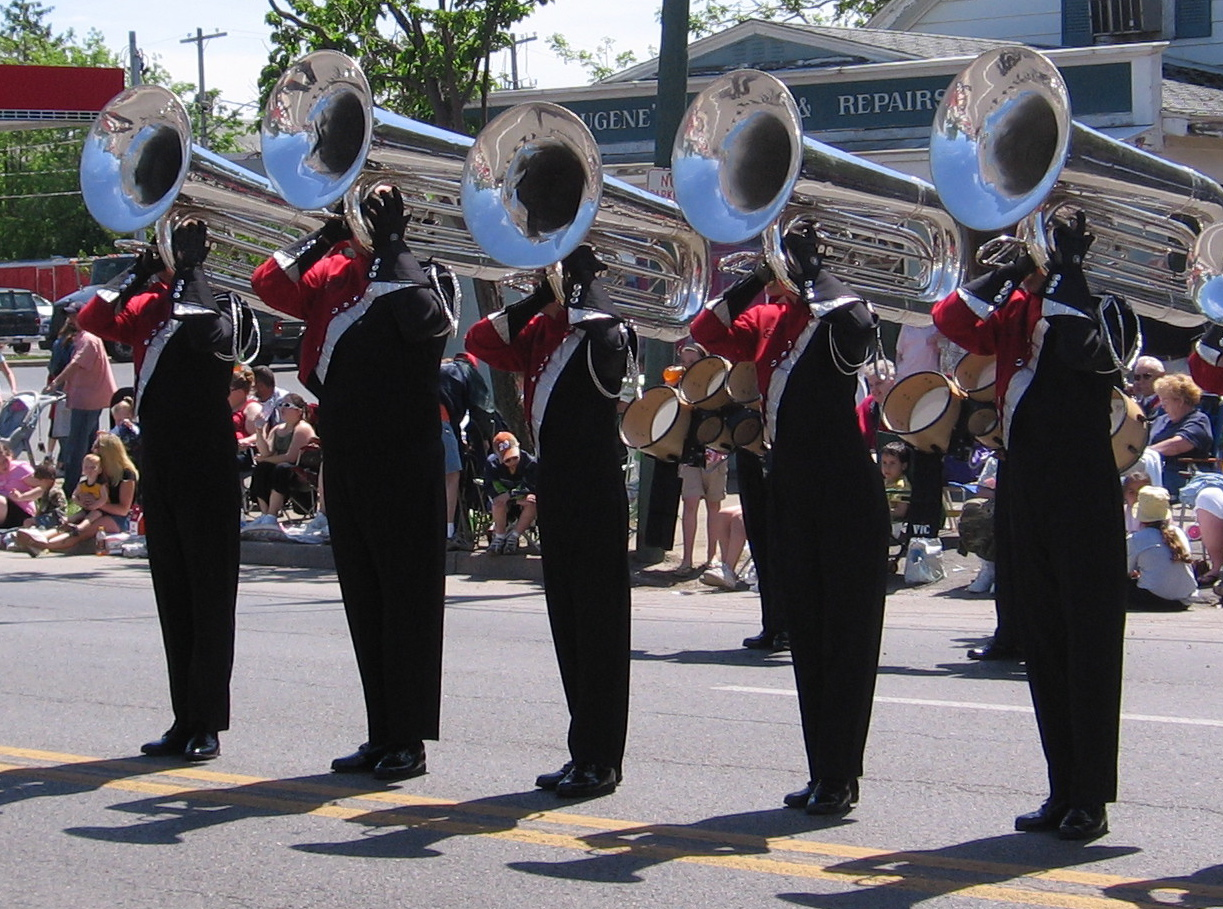
Des saxhorns contrebasses « de défilé », conçus pour être portés à l'épaule.

- Saxhorn basse, construit au même diapason que le baryton, mais avec un tuyau plus large, et pouvant descendre jusqu'à la fondamentale. Il a la même tessiture que l'euphonium, mais possède un son plus clair dans les graves, dû à la perce cylindrique de la partie située avant le premier piston. Les modèles actuels se distinguent visuellement de l'euphonium par le fait que le tube, en dehors du pavillon, est entièrement situé en dessous des pistons (modèle découvert). Autrefois très courant dans les orchestres d'harmonie, il est aujourd'hui plus rare, concurrencé par l'euphonium et le saxhorn baryton.

- Saxhorn contrebasse en mi{\displaystyle \flat }, ou bombardon, une quinte au-dessous du baryton ou du basse, une octave au-dessous de l'alto.

- Saxhorn contrebasse en si{\displaystyle \flat }, une quarte au-dessous du précédent (ajouté à la famille en 1851).

Les saxhorns contrebasses ne se rencontrent plus guère aujourd'hui, remplacés par les tubas en mi{\displaystyle \flat } et en si{\displaystyle \flat }.
Un saxhorn basse en ut à six pistons, aussi appelé tuba français a été très répandu dans les orchestres symphoniques et lyriques français pendant la première moitié du XXe siècle. Il est tombé en désuétude, progressivement remplacé par les tubas basse et contrebasses de facture allemande. Un important répertoire a été constitué pour cet instrument, dont de nombreuses pièces éditées en deux versions pour tuba en ut ou saxhorn basse en si{\displaystyle \flat } et piano, commandées par le conservatoire de Paris pour ses concours de sortie.

## Technique
Comme pour tous les cuivres, le son est produit par la vibration des lèvres au niveau de l'embouchure, produisant diverses harmoniques d'une fondamentale, qui peut être abaissée par l'activation des pistons.
Les doigtés de base sont identiques à ceux de la trompette ou du cornet. Le quatrième piston correspond à la combinaison du premier et du troisième, et abaisse la fondamentale de 2 tons et demi. Certains saxhorns basses ont un cinquième piston qui abaisse la fondamentale de 3 tons et demi, soit un ton de plus que pour la plupart des instruments à pistons.

## Origines
- Le « tuba » de Gottfried Moritz — influencé par les idées de Wilhelm Wieprecht, directeur général des musiques militaires de Prusse vers 1835. Cet instrument adopte la forme du « basson russe », du « cor basse anglais » et de l'ophicléide.

- Le tuba de W. Schuster — tuba à trois barillets, datant des années 1830 à 1835.

Adolphe Sax part de ces deux ancêtres pour créer la famille des saxhorns. Il conduit ses recherches au niveau acoustique et démontre que le timbre est déterminé, non pas par la nature du matériau, mais par les proportions données à la « colonne d'air ». En 1843, il présente un brevet pour son « nouveau système chromatique ».
Le mot « saxhorn » apparaît pour la première fois en 1844 dans la bouche d'artistes musiciens qui venaient de découvrir un bugle, auquel Sax avait apporté une modification — une coulisse mobile à ressort permettant d'exécuter des sons glissés, et supprimant les courbes et angles trop heurtés dans les tons de rechange (c'est l'un des premiers système dit de compensation manuelle). Toujours en 1844, pendant l'exposition des produits de l'industrie française à Paris, Sax présente pour la première fois des saxhorns, qu'il appelle toujours « bugles ». Ce n'est qu'en 1845 qu'Adolphe Sax utilise le nom de « saxhorn », dans le but de regrouper ces instruments en une famille homogène. Chaque instrument utilise les mêmes doigtés pour toute l'étendue de la famille.
Les saxhorns adoptent une forme verticale, plus pratique pour les musiciens de la cavalerie qui maintiennent leur instrument avec le bras gauche contre le corps. Dès lors, Sax ne cesse de les perfectionner. En 1851, à l'Exposition Universelle de Londres, au Crystal Palace — du 1er mai au 11 octobre —, Sax présente onze saxhorns. Certains ont trois pistons, d'autres quatre ou encore cinq. Il y présente également un « saxhorn à quatre cylindres et compensateur », mais aussi trois saxhorns (soprano, alto et contralto) à quatre cylindres.

## Répertoire
Le répertoire est connexe de celui du tuba français d'orchestre. Il comporte de nombreuses pièces de concours commandées par le Conservatoire de musique de Paris. Notons que de nombreuses pièces sont éditées conjointement pour le « tuba français » et le saxhorn basse.
- Saxhorn et piano :

Elsa Barraine – Andante & Allegro pour saxhorn en si{\displaystyle \flat } et piano (Morceau de Concours du C.N.S.M. de Paris 1958) – Éditions Salabert EAS 16141
Eugène Bozza – Concertino pour tuba ut ou saxhorn basse si{\displaystyle \flat } - Editions Leduc AL 23643 - 1967.
Jacques Castérède – Sonatine pour tuba ut ou saxhorn basse si{\displaystyle \flat } et piano op.47 (Morceau de Concours du C.N.S.M. de Paris) -  Editions Leduc AL 23337 - 1963.
Claude Pascal – Sonate en six minutes trente pour tuba ou saxhorn en si{\displaystyle \flat } (ou trombone basse) & piano – Éditions Durand DF 13865 – 1958.

## Discographie
- Saxhorn et piano chez Hybrid'Music - octobre 2008 - Premier enregistrement mondial David Maillot, saxhorn basse - Géraldine Dutroncy, piano - Œuvres de Eugène Bozza, Marcel Bitsch, Jacques Castérède, Alain Bernaud, Henri Tomasi, Claude Pascal, Gérard Devos et Roger Boutry.
- Dans le Steckar Tubapack, Christian Jous jouait du saxhorn basse à 5 pistons.
- The French Tenor Horn - mai 2014 - Anthony Galinier. Premier CD de saxhorn Mib français
- Matriochka - Quatuor de saxhorns Opus 333 (Corentin Morvan, Patrick Wibart, Jean Daufresne, Vianney Desplantes) - KLARTHE 2016
- Suspiros de España - Quatuor de saxhorns Opus 333 - KLARTHE 2018
- enracines - 2023 Chapeau l'Artiste - Corentin Morvan, saxhorn et euphonium, Lucie Sansen, piano